# Campeonato Capixaba de Futebol da Segunda Divisão de 2011
O Campeonato Capixaba de Futebol da segunda divisão de 2011 aconteceu entre 26 de Março e 11 de Junho e reuniu seis equipes. A equipe campeã do campeonato, Botafogo, além do Real Noroeste, garantiram vaga no Capixabão de 2012.

## Formato
No Campeonato, as seis equipes jogaram entre si em turno e returno, todos contra todos. Os 2 primeiros colocados fizeram a final em 2 Jogos. Os Botafogo foi o campeão e ganhou o acesso, juntamente com o Real Noroeste para a Primeira Divisão de 2012. Ambos serão estreantes.

## Participantes
- Clube Atlético Itapemirim (Itapemirim)
- Botafogo Futebol Clube (Jaguaré)
- Sport Club Capixaba (Guaçuí)
- Castelo Futebol Clube (Castelo)
- Grêmio Esportivo Laranjeiras (Serra) - manda seus jogos em São Mateus
- Real Noroeste Capixaba Futebol Clube (Águia Branca)

### Equipes desistentes
Equipes que se inscreveram no campeonato, mas desistiram por problemas financeiros ou dívidas com a FES.
- CTE Colatina (Colatina)
- Pinheiros Futebol Clube (Pinheiros)
- Caxias Esporte Clube (Vitória)
- Central Futebol Clube (Guarapari)
- Desportiva Capixaba S.A (Cariacica)
- Anchieta Esporte Clube (Anchieta)
- Sociedade Esportiva e Recreativa Castelense (Castelo)
- Estrela do Norte Futebol Clube (Cachoeiro)

## Tabela

### 1ª Rodada
| 26 de março | GEL | 0 - 2 | Capixaba | Sernamby |
| 15:00       |     |       | Leonardo | Árbitro: |

| 27 de março | Atlético Itapemirim | 1 - 3 | Botafogo                  | José Olívio Soares |
| 15:00       | Anderson            |       | Roniê · Paulinho Pimentel | Árbitro:           |

| 27 de março | Real Noroeste | 0 - 0 | Castelo | José Olimpo da Rocha |
| 17:00       |               |       |         | Árbitro:             |

### 2ª Rodada
| 02 de abril | Real Noroeste              | 3 - 1 | Atlético Itapemirim | José Olimpo da Rocha |
| 19:00       | Pedro · Cachimbo · William |       | Ronaldo             | Árbitro:             |

| 02 de abril | Capixaba | 0 - 1 | Botafogo | José Olívio Soares |
| 15:00       | Márcio   |       |          | Árbitro:           |

| 13 de abril | Castelo | 1 - 1 | GEL     | Emílio Nemer |
| 15:00       | Kinka   |       | Juninho | Árbitro:     |

### 3ª Rodada
| 09 de abril | GEL            | 2 - 2 | Real Noroeste     | Sernamby |
| 15:00       | Juninho · Fafá |       | Rickson · Deivide | Árbitro: |

| 09 de abril | Botafogo | 1 - 1 | Castelo  | Conilon  |
| 19:00       | Pavão    |       | Jorginho | Árbitro: |

| 10 de abril | Atlético Itapemirim      | 3 - 1 | Capixaba     | José Olívio Soares |
| 15:00       | Raoni · Everton · Gaúcho |       | Paulo Victor | Árbitro:           |

### 4ª Rodada
| 17 de abril | GEL                       | 2 - 0 | Atlético Itapemirim | Sernamby |
| 15:00       | Estevão Toniato · Juninho |       |                     | Árbitro: |

| 17 de abril | Castelo | 0 - 0 | Capixaba | Emílio Nemer |
| 15:00       |         |       |          | Árbitro:     |

| 16 de abril | Real Noroeste   | 3 - 2 | Botafogo      | José Olimpo da Rocha |
| 19:00       | Renan · William |       | Pavão · Roniê | Árbitro:             |

### 5ª Rodada
| 24 de abril | Atlético Itapemirim | 2 - 4 | Castelo                    | José Olívio Soares |
| 15:00       | Douglas · Anderson  |       | Taynan · Jorginho · Felipe | Árbitro:           |

| 23 de abril | Botafogo                  | 2 - 0 | GEL | Conilon  |
| 16:00       | Paulinho Pimentel · Pavão |       |     | Árbitro: |

| 23 de abril | Capixaba | 0 - 1 | Real Noroeste | José Olívio Soares |
| 15:00       |          |       | Deivide       | Árbitro:           |

### 6ª Rodada
| 30 de abril | Botafogo                         | 5 - 0 | Atlético Itapemirim | Conilon  |
| 19:00       | Marco Alagoano · Pavão · Roniê · |       |                     | Árbitro: |

| 30 de abril | Castelo | 0 - 1 | Real Noroeste | Emílio Nemer |
| 15:00       |         |       | Renan         | Árbitro:     |

| 30 de abril | Capixaba             | 2 - 1 | GEL        | José Olívio Soares |
| 15:00       | Guilherme · Leonardo |       | Vitor Bubu | Árbitro:           |

### 7ª Rodada
| 08 de maio | Atlético Itapemirim             | 3 - 1 | Real Noroeste | José Olívio Soares |
| 15:00      | Léo Vampeta · Anderson · Akacio |       | Rickson       | Árbitro:           |

| 07 de maio | Botafogo       | 1 - 1 | Capixaba | Conilon  |
| 19:00      | Marco Alagoano |       | Léleo    | Árbitro: |

| 07 de maio | GEL      | 1 - 0 | Castelo | Sernamby |
| 15:00      | Vinícius |       |         | Árbitro: |

### 8ª Rodada
| 14 de maio | Capixaba             | 3 - 0 | Atlético Itapemirim | José Olívio Soares |
| 15:00      | Raoni · Paulo Victor |       |                     | Árbitro:           |

| 14 de maio | Real Noroeste           | 3 - 1 | GEL  | José O. da Rocha |
| 19:00      | Pedro · Delei · Rickson |       | Jean | Árbitro:         |

| 14 de maio | Castelo | 0 - 0 | Botafogo | Emílio Nemer |
| 15:00      |         |       |          | Árbitro:     |

### 9ª Rodada
| 22 de maio | Atlético Itapemirim | 2 - 0 | GEL |          |
| 15:00      |                     |       |     | Árbitro: |

- GEL foi punido com perda do jogo por irregularidades administrativas

| 21 de maio | Capixaba | 0 - 1 | Castelo  | José Olívio Soares |
| 15:00      |          |       | Jorginho | Árbitro:           |

| 21 de maio | Botafogo                  | 3 - 0 | Real Noroeste | Conilon  |
| 19:00      | Paulinho Pimentel · Pavão |       |               | Árbitro: |

### 10ª Rodada
| 28 de maio | Castelo                    | 3 - 1 | Atlético Itapemirim | Emílio Nemer |
| 15:00      | Lucas · Geovani · Jorginho |       | Akácio              | Árbitro:     |

| 28 de maio | GEL | 0 - 2 | Botafogo |          |
| 15:00      |     |       |          | Árbitro: |

- GEL foi punido com perda do jogo por irregularidades administrativas

| 28 de maio | Real Noroeste | 2 - 0 | Capixaba |          |
| 15:00      |               |       |          | Árbitro: |

- Capixaba não compareceu a partida vitória declarada ao Real Noroeste por 2 - 0

### Classificação
| Pos | Time                | PG | J  | V | E | D | GP | GC | SG  |
| --- | ------------------- | -- | -- | - | - | - | -- | -- | --- |
| 1°  | Botafogo            | 21 | 10 | 6 | 3 | 1 | 20 | 6  | 14  |
| 2°  | Real Noroeste       | 20 | 10 | 6 | 2 | 2 | 16 | 12 | 4   |
| 3°  | Capixaba            | 14 | 10 | 4 | 2 | 4 | 11 | 8  | 3   |
| 4°  | Castelo             | 14 | 10 | 3 | 5 | 2 | 10 | 7  | 3   |
| 5°  | Atlético Itapemirim | 9  | 10 | 3 | 0 | 7 | 13 | 25 | -12 |
| 6°  | Grêmio Laranjeiras  | 8  | 10 | 2 | 2 | 6 | 8  | 16 | -8  |

## Final
| 18 de junho | Real Noroeste | 1 - 1 | Botafogo | José Olimpio da Rocha |
| 19:00       | William       |       | Pavão    | Árbitro:              |

| 25 de junho | Botafogo                                            | 5 - 0 | Real Noroeste | Conilon  |
| 18:00       | Pavão · Paulinho Pimentel · Marco Alagoano · Santos |       |               | Árbitro: |

## Artilharia
8 Gols
- Pavão (Botafogo)

6 Gols
- Paulinho Pimentel (Botafogo)
- Marco Alagoano (Botafogo)

4 Gols
- Jorginho (Castelo)

3 Gols